# Topołyne (obwód chersoński)
Topołyne (ukr. Тополине) – wieś na Ukrainie, w obwodzie chersońskim, w rejonie berysławskim, w hromadzie Wysokopilla. W 2001 liczyła 188 mieszkańców, spośród których 177 wskazało jako ojczysty język ukraiński, 6 rosyjski, 3 mołdawski, a 2 inny.